# Forbidden Door
Forbidden Door es un evento anual de pago-por-evento de lucha libre profesional producido por la empresa estadounidense All Elite Wrestling y la empresa japonesa New Japan Pro-Wrestling. El evento se lleva a cabo de manera anual y presenta luchas entre ambas promociones, poniendo encuentros con diversas estipulaciones hasta eventos titulares con campeonatos provenientes de las dos empresas.
El evento tomó por nombre el mismo término utilizado a menudo en AEW cuando se refiere al trabajo con otras promociones de lucha libre profesional.

## Historia de los eventos
En febrero de 2021, All Elite Wrestling inició una asociación con New Japan Pro-Wrestling, donde intercambiaban luchadores dentro de sus eventos. A esto se añadió una extensión en Estados Unidos por parte de New Japan Pro-Wrestling denominado NJPW STRONG el cual permitió a luchadores japoneses establecer eventos en suelo americano.
El 20 de abril de 2022 en Dynamite, el presidente de AEW, Tony Khan junto al presidente de NJPW, Takami Ohbari, para hacer un anuncio importante sobre sus respectivas compañías, pero fueron interrumpidos por Adam Cole, quien anunció oficialmente el evento denominado Forbidden Door, y que se llevaría a cabo el 26 de junio de 2022 en el United Center en Chicago, Illinois.
El 15 de marzo de 2023, se programó la preparación de un segundo evento entre AEW y NJPW el cual se llevaría  cabo el 25 de junio en el Scotiabank Arena, en Toronto, Canadá, estableciendo así a Forbidden Door como un evento anual entre las dos empresas. El evento también marcó el primer PPV de AEW celebrado fuera de los Estados Unidos y el primer PPV de NJPW celebrado en Canadá.
El 11 de abril de 2024, se anunció una tercera versión que se haría el 30 de junio en el UBS Arena en Elmont, Nueva York. Este marcó el primer evento de Forbidden Door en el que participaron la promoción hermana de NJPW  World Wonder Ring Stardom y la promoción mexicana Consejo Mundial de Lucha Libre (CMLL).

## Fechas y lugares de Forbidden Door
| Evento              | Fecha                | Lugar               | Estadio          | Asistencia | Evento principal                                                            |
| ------------------- | -------------------- | ------------------- | ---------------- | ---------- | --------------------------------------------------------------------------- |
| Forbidden Door 2022 | 26 de junio de 2022  | Chicago, Illinois   | United Center    | 16.529     | Jon Moxley vs. Hiroshi Tanahashi por el Campeonato Mundial Interino de AEW. |
| Forbidden Door 2023 | 25 de junio de 2023  | Toronto, Canadá     | Scotiabank Arena | 14.826     | Bryan Danielson vs. Kazuchika Okada.                                        |
| Forbidden Door 2024 | 30 de junio de 2024  | Elmont, Nueva York  | UBS Arena        | 11.000     | Swerve Strickland (c) vs. Will Ospreay por el Campeonato Mundial de AEW.    |
| Forbidden Door 2025 | 24 de agosto de 2025 | Londres, Inglaterra | O2 Arena         | -          |                                                                             |

## Estadísticas

### Eventos
- El primer evento Forbidden Door es el evento con mayor número de asistentes con un total de 16.529 personas.

### Luchadores
- Hiroshi Tanahashi, Jon Moxley, Kazuchika Okada, Swerve Strickland, Will Ospreay, Orange Cassidy, Shingo Takagi, Zack Sabre Jr. y The Young Bucks (Matt y Nick Jackson) son los luchadores con más participaciones en Forbidden Door con 3 veces consecutivas. Le sigue Bryan Danielson con 3 (dos como parte de lucha y una como aparición). Le sigue Tetsuya Naito, MJF, (Jungle Boy) Jack Perry, Chris Jericho, Sting y Darby Allin con 2.
- Will Ospreay y Toni Storm son los únicos luchadores que participaron en todas las versiones por una lucha titular.

### Luchas
- Tanto el Campeonato Mundial de AEW como el Campeonato Mundial Peso Pesado de la IWGP y el Campeonato Mundial Femenino de AEW tuvieron una lucha titular pactada respectivamente.
- En la primera versión, se inauguró el entonces Campeonato Atlántico de AEW.